# Pionierpanzer 1
Pionierpanzer 1 (oficjalnie Bergepanzer 2 A1) – niemiecki opancerzony wóz saperski powstały na podwoziu czołgu Leopard 1.

## Historia
W latach 60. XX wieku w Bundeswehrze ze względu na rozwój wojsk saperskich postanowiono wprowadzenie specjalistycznego, opancerzonego pojazdu przystosowanego do prac saperskich. Prace projektowe rozpoczęto w roku 1966 pod kierunkiem profesora Ferdinanda Porsche. Pierwszy prototyp nowego wozu wzorowanego na  Bergepanzer 2 zbudowano w zakładach MaK w roku 1967. Produkcja seryjna ruszyła w kolejnym roku.
Pierwsze Pionierpanzer 1 do niemieckich jednostek saperskich trafiły w roku 1969. W latach 80. XX wieku, po wprowadzeniu do służby czołgów Leopard 2 Niemcy zmodernizowali wszystkie posiadane  wozy Pionierpanzer 1. Nowy pojazd saperski otrzymał miano Pionierpanzer 2 Dachs.

## Konstrukcja
Pionierpanzer 1 został zaprojektowany do wykonywania wejść i wyjść z przeszkody wodnej, usuwania lub tworzenia przeszkód terenowych oraz wyciągania uwięzionych pojazdów.
Konstrukcyjnie jest on wzorowany na innym pojeździe powstałym na bazie Leoparda 1 – Bergepanzerze 2. Jednakże w stosunku do wozu Bergepanzer 2 kadłub Pionierpanzera 1 jest o 250 mm szerszy i o 380 mm wyższy. Jego uzbrojeniem są dwa karabiny maszynowe kal. 7,62 mm, zastosowano także wyrzutnie granatów dymnych.
Wyposażeniem specjalistycznym wozu saperskiego Pionierpanzer 1 są:
- dźwig obrotowy o nośności 30 t zamocowany po prawej stronie kadłuba
- wyciągarka o sile uciągu 70 000 N
- lemiesz (powiększony w porównaniu do Bergepanzer 2)
- świder do wiercenia otworów przy wykorzystaniu ramienia dźwigu. Pozwala on wiercić otwory średnicy 700 mm i głębokości 1900 mm
- urządzenia do prac spawalniczych
- specjalne oporządzenie do transportu ładunków niebezpiecznych.

Wyciągarka, dźwig oraz świder napędzane są hydraulicznie. Aby zapobiec przegrzaniu układu hydraulicznego została zamocowana specjalna chłodnica oleju, która posiada możliwość odebrania w ciągu godziny 10 000 kilokalorii ciepła.

## Użytkownicy
- Niemcy: Niemcy w latach 80. XX wieku posiadane wozy Pionierpanzer 1 przebudowali na Pionierpanzer 2 Dachs[3].
- Belgia[3]
- Holandia[3]
- Włochy: część posiadanych pojazdów została zbudowana przez OTO Melara na licencji[3].